# Bhagam Bhag
Bhagam Bhag is een Indiase komische film uit 2006 geregisseerd door Priyadarshan. 
Het verhaal is grotendeels gebaseerd op de Malayalamtalige film Mannar Mathai Speaking (1995) dat op zijn beurt geïnspireerd was door de klassieker Vertigo (1958). Het slotverhaal werd overgenomen uit de Marathitalige film Bindhaast (1999). Het komische gedeelte uit het slot werd overgenomen uit It's a Mad, Mad, Mad, Mad World (1963).

## Verhaal
De leden van een toneelgroep komen in de problemen als ze worden beschuldigd van een moord. Het wordt  nog erger als ze ontdekken dat hun actrice zelfmoord pleegt, wat op de een of andere manier verband houdt met de moord.

## Rolverdeling
- Govinda als Babla
- Akshay Kumar als Bunty
- Paresh Rawal als Champak Chaturvedi / Champak Seth Ji
- Lara Dutta als Aditi Desai / Munni / Nisha Chauhan
- Rajpal Yadav als Gulab "Gullu" Singh Lakhan Singh Haryanewaale
- Jackie Shroff als J.D. Mehra
- Arbaaz Khan als Vikram Chauhan
- Shakti Kapoor als Guru
- Manoj Joshi als Manubhai Gandhi
- Razak Khan als Hakka
- Sharat Saxena als Fredrick
- Asrani als Ravinder Taneja
- Amita Nangia als Vaijanti
- Prerna Rathod als Sheetal
- Gurleen Chopra als Nisha (gastoptreden)
- Tanushree Dutta als Anjali (gastoptreden)